# 나라 토오루
나라 토오루(일본어: 奈良 徹 나라 도루[*])는 일본의 남성 성우이다.

## 출연작

### 애니메이션
- 기생수 - 두 번째로 만난 기생생물, 사사키 선생 외 각종(日)
- 골판지 전사 - 야카베 헤이타
- 나루토 - 지라이야(어린 시절)
- 나의 히어로 아카데미아 - 사토 리키도, 스나이프
- 다마고치! - 탄치치
- 더 화이팅 - 키자쿠라 후토시(日)
- 도로로 - 야히코
- 도로헤도로 - 마츠무라
- 드래곤 퀘스트: 다이의 대모험 (2020) - 프레이저드
- 메다카 박스 - 카노야 힛슈
- 무한의 주인 Immortal - 시라
- 베이블레이드 버스트 - 곤다 호우지
- 불멸의 그대에게 - 난도
- 세인트 세이야 Soul of Gold - 그라니르의 시그문드
- 소년탐정 김전일 - 사쿠마 다케루(日)
- 스위트 프리큐어♪ - 팔세토
- 썬더 일레븐 - 시시도 사키치, 고조 마사루, 최찬수
- 썬더 일레븐 GO - 아마기 다이치, 파담
- 역전재판 그 「진실」, 이의 있음! - 야하리 마사시(日)
- 요괴워치 - 구마시마 고로타, 세미마루, 무다즈카이, 잇단고멘, 마이티 독, 아게아게하, 젯코초, 산타쿠로시
- 조이드 와일드 - 캐비어
- 좀비 랜드 사가, 좀비 랜드 사가 리벤지 - 오코바 아라타
- 죠죠의 기묘한 모험: 스타더스트 크루세이더즈 - 얼치기
- 진격의 거인 The Final Season - 코슬로
- 창궁의 파프너 RIGHT OF LEFT - 타치키 쥰
- 찾아라~! 파워스톤[1] - 단역
- 쓰쿠모가미 빌려드립니다 - 노테쓰
- 치하야후루 - 니시다 유세이(日)
- 카드파이트!! 뱅가드 시리즈 - 이시다 나오키
- 크로스 게임 - 오이카와 다쿠로
- 테라포마스 - 알렉산더 아시모프
- 포켓몬스터 DP - 대엽
- 하야테처럼! - 길버트 켄트, 이외 다수 조연
- 헌터×헌터 리메이크 - 기드(日)
- ONE OUTS - 이마이(日)
- DAYS - 히요 고등학교의 캡틴
- D.Gray-man HALLOW - 지지 루준
- MIX - 니시무라 다쿠미(日)
- ReLIFE - 아라타가 다녔던 회사의 사장

### 게임
- 블러드본 - 이방인 길버트
- 슈퍼 스트리트 파이터 4 - 썬더 호크
- 프로젝트 크로스 존 2 - 추적자

### 외화
- 복수는 나의 것 - 중국집 배달원(류승완)
- 빅토리어스 - 안드레 해리스(레온 토마스 III)

## 참고 자료
- “奈良 徹 (Nara Toru)” (일본어). 2021년 9월 3일에 확인함.